# Jerry Norman
Jerry Lee Norman (Watsonville, Kalifornia, 1936. július 16. – Seattle, Washington, 2012. július 7.) (kínai neve pinjin hangsúlyjelekkel: Luó Jiéruì; magyar népszerű: Lo Csie-zsuj; egyszerűsített kínai: 罗杰瑞; hagyományos kínai: 羅傑瑞) amerikai nyelvész, sinológus.

## Élete és munkássága
Norman a Kaliforniai Egyetem, Berkeley-ben tanult kínaiul Csao Jüan-zsen (趙元任; 1892–1982). 1965-ben Leo Chennel együtt elkészítették a fucsoui nyelvjárás angol szótárát. 1966-ban Norman a rincetoni Egyetemen helyezkedett el nyelvészként. Egy tajvani tanulmányutat követően, 1969-ben szerzett doktori fokozatot a Fucsien tartománybeli csienjang nyelvjárásról írt disszertációjával. 1972-ben a Washingtoni Egyetemre került, ahol 1998-as nyugdíjba vonulásáig folytatta tudományos karrierjét. A kínai nyelvjárások szaktekintélyeként legjelentősebb munkája a min nyelvjárásos vizsgálata, illetve a proto-min nyelv rekonstrukciós kísérlete.

## Főbb művei
- 1965. Foochow-English Glossary. San Francisco State College. (Leo Chenen)
- 1965. An Introduction to the Foochow Dialect. San Francisco State College. (Leo Chenen)
- 1967. A Manchu-English Dictionary. Taipei
- 1969. The Kienyang Dialect of Fukien. University of California, Berkeley. PhD dissertation.
- 1973. "Tonal Development in Min"; Journal of Chinese Linguistics 1–2: 222–238.
- 1974. "The Initials of Proto-Min"; Journal of Chinese Linguistics 2-1: 27–36.
- 1974. "Structure of Sibe Morphology"; Central Asian Journal
- 1976. "The Austroasiatics in Ancient South China: Some Lexical Evidence"; Monumenta Serica 32: 274–301. (Mei Tsu-linnel)
- 1978. A Concise Manchu-English Lexicon. University of Washington Press. ISBN 978-0-295-95574-2
- 1979. "Chronological Strata in the Min Dialects"; Fangyan 方言 1979.4: 268–274.
- 1980. "Yongan fanyan" 永安方言; Shumu Jikan 书目季刊 14–2: 113–165.
- 1981. "The Proto-Min Finals"; 中央研究院国际汉学会议论文集 语言文字组: 35–73.
- 1984. "Three Min Etymologies"; Cahiers de Linguistique Asie Orientale 13–2: 175–189.
- 1986. "闽北方言的第三套清塞音和清擦塞音"; Zhongguo Yuwen 中国语文 1986.1: 38–41.
- 1988. Chinese. Cambridge University Press, 1988. ISBN 978-0-521-29653-3
- 1991. "The Mǐn Dialects in Historical Perspective"; Languages and Dialects of China: 325–360.
- 1995. "A New Approach to Chinese Historical Linguistics"; Journal of the American Oriental Society 115–4: 576–584. (Weldon South Coblinnal)
- 1996. "Tonal Development in the Jennchyan Dialect"; Yuen Ren Society Treasury of Chinese Dialect Data 2: 7–41.
- 2000. With Gilbert Louis Mattos. translation of Chinese Writing by Qiu Xigui. Society for the Study of Early China and the Institute of East Asian Studies, University of California. ISBN 978-1-55729-071-7
- 2002. "A Glossary of the Lianduentsuen Dialect"; Short Chinese Dialect Reports 1: 339–394.
- 2006. "Min Animal Body Parts"; Bulletin of Chinese Linguistics 1–1: 133–143.
- 2007. "汉语方言田野调查与音韵学"; Beijing Daxue Xuebao 北京大学学报 44.2: 91–94.
- 2013. A Comprehensive Manchu-English Dictionary. Harvard University Asia Center. ISBN 978-0-674-07213-8